# Spelsimulatie
Een spelsimulatie is een simulatie waarbij spelers in verschillende maar samenhangende rollen een proces naspelen en interageren met een computermodel.

## Games, simulaties beïnvloed door menselijk handelen
Greenblat (1981a: 23) onderscheidt drie vormen van simulatiemodellen:
1. Simulatie-modellen die volledig in een computer plaatsvinden.
2. Simulatie-modellen die bestaan uit een combinatie van menselijk handelen en computerprogramma's. De rol van de computer kan hierbij meer of minder belangrijke zijn.
3. Volledig door mensen uitgevoerde simulatie-modellen.

De eerste variant noemt zij computer simulation, de tweede en derde gaming-simulations, gamesimulations, of simulation games. Er wordt dus van een game gesproken op het moment dat spelers interageren met een open model waar ze zelf invloed op uit kunnen oefenen.
The term game is applied to those simulations which work wholly or partly on the basis of players' decisions, because the environment and activities of participants have the characteristics of games: players have goals, sets of activities to perform; constraints on what can be done; and payoffs (good and bad) as consequences of the actions. (Greenblat 1981a:23).
In het figuur strata in een sociaal systeem wordt een sociaal systeem uiteengelegd in een normatief stratum en een causaal stratum die aan elkaar zijn verbonden middels een beslissingsstratum. Het causale stratum representeert de wetmatigheden waaraan natuur en mens onderworpen zijn; het kan als de infrastructuur van een sociaal systeem worden aangemerkt. In het besluitvormingsstratum worden beslissingen genomen aan de hand van door mensen gemaakte regels. Het normatieve stratum weerspiegelt de menselijke inbreng van doelstellingen, normen en waarden. Het normatieve en het beslissingsstratum brengen gezamenlijk het doelzoekende karakter van een systeem tot uitdrukking terwijl het causale en het beslissingsstratum zich lenen voor mathematische modellering (Cisca Joldersma et al. 1995: 151, Klabbers 1980: 12-13)
Aan de hand van het figuur kunnen we spelsimulaties plaatsen ten opzichte van computerspellen en mensspelen (spelsimulaties zonder gebruik van computers). In de computersimulatie is er een relatief groot deel van het beslissingsstratum geformaliseerd in een computermodel. De computer produceert een afbeelding van het gedrag en de dynamiek van het model in de loop van de tijd. In het mensspel worden besluiten genomen zonder hulp van de computer. Het spel heeft eerder het karakter van een workshop waarin mensen zijn samengebracht om kennis uit te wisselen en toekomstbeelden te ontwikkelen (Jac Geurts en Jac Vennix 1989: 66, Joldersma et al. 1995: 151).

## Spelsimulatie
Spelsimulatie is te plaatsen tussen deze twee extreme vormen, waarbij de bijdrage van de computer sterk wordt ingeperkt tot bijvoorbeeld het simuleren van de causale relaties in de werkelijkheid en wikkende en wegende mensen in het beslissingsstratum de boventoon voeren. In spelsimulaties worden de spelers midden in het model geplaatst en construeren en ondervinden de relatie tussen structuur en dynamiek van een sociaal systeem. Dit betekent dat een spelsimulatie in het algemeen uit een scenario van een bepaald beleidsprobleem bestaat met rolbeschrijvingen, spelstappen, spelronden en overige spelregels. Op basis van deze spelregels en allerhande hulpmiddelen vindt bij de uitvoering van de spelsituatie daadwerkelijke communicatie en interactie tussen handelende actoren plaats. (Joldersma et al. 1995: 151) 
Jac Geurts (1981: 55) en ook Geurts en Vennix (1989: 65) benadrukken het belang van rollen, scenario?s en materiële symbolen binnen spelsimulaties. Bij spelsimulatie gebeurt de nabootsing van een systeem, door personen in een aantal verschillende maar samenhangende rollen de processen in dat systeem in geabstraheerde vorm te laten naspelen. Hij onderscheidt spelsimulatie nadrukkelijk van een rollenspel. Want, hoewel het spelen van rollen wel degelijk een onderdeel is van het simuleren, zitten er aan simulaties nog andere componenten zoals scenario?s en materiële symbolen (borden, fiches, e.d.; parafernalia in de termen van Duke 1981a: 69). Spelsimulaties zijn over het algemeen verder
geformaliseerd dan rollenspelen en er ligt bij het ontwerp meer de nadruk op het afbeelden van een deel van de werkelijkheid. Bovendien ligt in een rollenspel de nadruk meer op expressief gedrag, terwijl in spelsimulatie instrumenteel gedrag ook erg veel aandacht krijgt. 
Geurts (1981: 56-57) vat het bovenstaande samen door de volgende vormen van simulatie te onderscheiden:
Interactieve simulatie [is] de eenvoudige variant van mens-machine-interactie: één speler of een (ongedeeld) team van spelers neemt alle besluitvorming in het open gedeelte van het model voor zijn rekening. Met spelsimulatie of gaming doelen we op simulaties waarbij spelers rollen spelen om processen na te bootsen. Tot de interactieve spelsimulatie ten slotte rekenen we alle simulatiespelen waarbij de nabootsing gebeurt doordat personen in een aantal verschillende maar samenhangende rollen en in vraag-en-antwoordspel met een open model dat voor de computer wordt geprogrammeerd, de maatschappelijke processen naspelen.
Een interactieve simulatie is dus het resultaat van het openbreken van een gesloten computersimulatie. Een interactieve spelsimulatie ontstaat door het opnemen van meer conventionele gamingaspecten in een interactieve simulatie. (?) Aldus opgevat is een interactieve spelsimulatie een game waarin een gedeelte van de processen door een computer wordt gesimuleerd.